# Трећа страна медаље
Трећа страна медаље је трећи студијски албум српског репера Марчела. Албум се састоји од 16 нумера и издат је у децембру 2008. године.

## Списак песама
1. Тестамент
2. Минут ћутања
3. Три жеље (гостујући трубач Владимир Протић)
4. Понос
5. Треће око
6. Краснокалипса
7. Мимоход
8. Неко трећи
9. (ката)Строфе бола
10. Слова
11. Блуз о духу из боце
12. Три прста
13. Мрак
14. Доле
15. Светла горе
16. Срећна страна медаље